# Polònia al Festival de la Cançó d'Eurovisió Júnior
Polònia va ser un dels països fundadors que va debutar al Festival de la Cançó d'Eurovisió Júnior en 2003.
Polònia ha participat en totes les ocasions, excepte entre 2005 i 2015 després d'haver quedat en últim lloc (en 2004 va quedar en empat amb Letònia) Més endavant, va haver-hi diversos rumors sobre si Polònia hi retornaria en 2008, però definitivament no es van complir. No obstant això, el 13 de juliol de 2016 es va publicar que Polònia tornaria a participar en el festival infantil.
D'altra banda, el 25 de novembre de 2018, Polònia es va coronar com a país guanyador de l'edició de Festival de la Cançó d'Eurovisió Júnior 2018, celebrat a Minsk, Belarús, amb la cantant Roksana Węgiel i la seva cançó " Anyone I want to be" amb 215 punts. Al festival organitzat a casa, la jove cantant Viki Gabor es va coronar com a guanyadora, marcant així una fita que no s'havia vist des de la primera edició.
Polònia juntament amb França, són els únics països que han guanyat el festival mentre han sigut amfitrions.

## Participacions
Llegenda
| Any                                   | Seu         | Artista           | Cançó                  | Lloc | Punts |
| ------------------------------------- | ----------- | ----------------- | ---------------------- | ---- | ----- |
| 2003                                  | Copenhaguen | Katarzyna Żurawik | «Coś mnie nosi»        | 16   | 3     |
| 2004                                  | Lillehammer | KWADro            | «Lap życie»            | 17   | 3     |
| No hi va participar entre 2005 i 2015 |             |                   |                        |      |       |
| 2016                                  | La Valletta | Olivia Wieczorek  | «Nie zapomnij»         | 11   | 60    |
| 2017                                  | Tbilisi     | Alicja Rega       | «Mój dom»              | 8    | 138   |
| 2018                                  | Minsk       | Roksana Węgiel    | «Anyone I Want To Be»  | 1    | 215   |
| 2019                                  | Gliwice     | Viki Gabor        | «Superhero»            | 1    | 278   |
| 2020                                  | Varsòvia    | Alicja Tracz      | «I'll Be Standing»     | 9    | 90    |
| 2021                                  | París       | Sara James        | «Somebody»             | 2    | 218   |
| 2022                                  | Erevan      | Laura             | «To The Moon»          | 10   | 95    |
| 2023                                  | Niça        | Maja Krzyżewska   | «I Just Need A Friend» | 6    | 124   |
| 2024                                  | Madrid      | Dominik Arim      | «All Together»         | 12   | 61    |
| 2025                                  | Tbilisi     | Marianna Kłos     |                        |      |       |

## Festivals organitzats a Polònia
| Edició                                       | Ciutat seu | Ubicació          | Presentantdors                                            |
| -------------------------------------------- | ---------- | ----------------- | --------------------------------------------------------- |
| Festival de la Cançó d'Eurovisió Júnior 2019 | Gliwice    | Arena de Gliwice  | Roksana Węgiel, Ida Nowakowska i Aleksander Sikora        |
| Festival de la Cançó d'Eurovisió Júnior 2020 | Varsòvia   | Estudio 5F de TVP | Ida Nowakowska, Małgorzata Tomaszewska i Rafał Brzozowski |